# والتر روبرتس
والتر روبرتس (بالإنجليزية: Walter Roberts)‏ هو لاعب كرة قدم أمريكية أمريكي، ولد في 15 فبراير 1942 في تيكساركانا في الولايات المتحدة.

## وصلات خارجية
- والتر روبرتس على موقع مرجع كرة القدم المحترفة.كوم (الإنجليزية)